# Liste der Naturschutzgebiete im Landkreis Görlitz
Im Landkreis Görlitz gibt es 23 Naturschutzgebiete.
| Name des Gebietes                                   | Bild           | Kennung | WDPA   | Landkreis / Stadt                    | Beschreibung / Bemerkungen | Standort | Fläche in Hektar | Datum der Verordnung |
| --------------------------------------------------- | -------------- | ------- | ------ | ------------------------------------ | -------------------------- | -------- | ---------------- | -------------------- |
| Altes Schleifer Teichgelände                        | weitere Bilder | D 85    | 162123 | Landkreis Görlitz                    |                            | Position | 67,57            | 1992                 |
| Georgewitzer Skala                                  | weitere Bilder | D 22    | 163228 | Landkreis Görlitz                    |                            | Position | 35,23            | 1961                 |
| Hammerlugk                                          |                | D 87    | 163514 | Landkreis Görlitz                    |                            | Position | 74               | 1995                 |
| Hengstberg                                          | weitere Bilder | D 24    | 163638 | Landkreis Görlitz                    |                            | Position | 23,4             | 1989                 |
| Hermannsdorf                                        | weitere Bilder | D 84    | 14425  | Landkreis Görlitz                    |                            | Position | 21,5             | 1967                 |
| Hochstein                                           |                | D 19    | 163714 | Landkreis Görlitz                    |                            | Position | 69,6             | 1974                 |
| Hohe Dubrau                                         |                | D 16    | 14537  | Landkreis Görlitz                    |                            | Position | 363              | 1961                 |
| Innenkippe Nochten                                  | weitere Bilder | D 101   | 318604 | Landkreis Görlitz                    |                            | Position | 62,51            | 2002                 |
| Jonsdorfer Felsenstadt                              |                | D 27    | 163952 | Landkreis Görlitz                    |                            | Position | 65,4             | 1990                 |
| Keulaer Tiergarten                                  | weitere Bilder | D 81    | 164060 | Landkreis Görlitz                    |                            | Position | 32,64            | 1987                 |
| Landeskrone                                         | weitere Bilder | D 20    | 164334 | Landkreis Görlitz                    |                            | Position | 83               | 1987                 |
| Lausche                                             | weitere Bilder | D 26    | 164402 | Landkreis Görlitz                    |                            | Position | 13,39            | 1939                 |
| Loose                                               |                | D 18    | 164507 | Landkreis Görlitz                    |                            | Position | 16,59            | 1988                 |
| Monumentshügel                                      |                | D 17    | 164660 | Landkreis Görlitz                    |                            | Position | 34,64            | 1967                 |
| Niederspreer Teichgebiet und Kleine Heide Hähnichen |                | D 13    | 14536  | Landkreis Görlitz                    |                            | Position | 2014             | 1961                 |
| Oberlausitzer Heide- und Teichlandschaft            | weitere Bilder | D 93    | 318902 | Landkreis Bautzen, Landkreis Görlitz |                            | Position | 13000            | 1998                 |
| Rotstein                                            | weitere Bilder | D 21    | 165235 | Landkreis Görlitz                    |                            | Position | 81,63            | 1984                 |
| Rutschung P                                         |                | D 106   | 378353 | Landkreis Görlitz                    |                            | Position | 112              | 2007                 |
| Schleife                                            | weitere Bilder | D 79    | 165408 | Landkreis Görlitz                    |                            | Position | 52               | 1985                 |
| Schönbrunner Berg                                   |                | D 25    | 165458 | Landkreis Görlitz                    |                            | Position | 30,43            | 1984                 |
| Südbereich Braunsteich                              |                | D 96    | 319173 | Landkreis Görlitz                    |                            | Position | 124              | 1996                 |
| Talsperre Quitzdorf                                 |                | D 71    | 165824 | Landkreis Görlitz                    |                            | Position | 112,77           | 1978                 |
| Trebendorfer Tiergarten                             |                | D 88    | 165939 | Landkreis Görlitz                    |                            | Position | 201              | 1961                 |